# یو-بلاکس
یو-بلاکس (انگلیسی: U-blox) شرکت فناوری اطلاعات سوئیسی است، که در سال ۱۹۹۷ تأسیس شد.